# Felixberto Camacho Flores
Felixberto Camacho Flores (ur. 13 stycznia 1921 w Hagåtña, zm. 25 października 1985) – guamski duchowny katolicki. Arcybiskup archidiecezji Hagåtña od 1984 do 1985.
Święcenia kapłańskie przyjął w dniu 30 kwietnia 1949 roku. W dniu 5 lutego 1970 roku został mianowany administratorem apostolskim Hagåtña w Guamie z tytularną stolicą Stagnum. Sakrę biskupią przyjął w dniu 17 maja 1970 roku. W dniu 24 kwietnia 1971 roku został mianowany biskupem Hagåtña. W dniu 8 marca 1984 roku został mianowany arcybiskupem Hagåtña.